# Tourelle de 81 mm modèle 1932

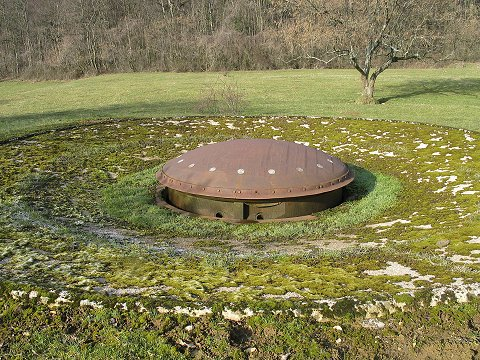
Tourelle de 81 mm à moitié en batterie (ouvrage du Latiremont, bloc 4).

La tourelle modèle 1932 pour deux pièces de 81 mm est l'un des types de tourelle qui équipent les blocs d'artillerie de la ligne Maginot. Il s'agit d'un modèle de tourelle à éclipse, installé en creux sur la dalle de béton de son bloc et armé avec deux mortiers de 81 mm modèle 1932.
Son rôle était d'assurer la défense rapprochée de son ouvrage (notamment frontalement) et des casemates immédiatement voisines, en battant avec ses armes à tir courbe les zones inaccessibles aux mitrailleuses et canons.

## Caractéristiques
La tourelle de 81 mm fait 2,35 mètres de diamètre à l'extérieur pour un total de 125 tonnes. Sa partie mobile est mise en batterie à l'aide d'un contrepoids à l'extrémité d'un balancier, le tout étant en équilibre, actionné par un moteur électrique (de marque Bréguet) ou manuellement. Une fois en batterie, elle émerge de 42 centimètres au-dessus de son avant-cuirasse, mais elle est complètement défilée dans sa cuvette, ce qui la rend peu vulnérable.
Son blindage est de 300 mm d'épaisseur d'acier, que ce soit pour la toiture comme pour la muraille (partie entre la toiture et l'avant-cuirasse). Une fois la tourelle éclipsée, la toiture repose sur les voussoirs d'acier de l'avant-cuirasse scellées dans la dalle de béton du bloc.

### Armes
Elle était armée avec deux mortiers de 81 mm modèle 1932 en jumelage. Il s'agit d'une arme dérivée du mortier de 81 mm modèle 1927/31 Stokes-Brandt équipant l'infanterie, adaptée aux dimensions de la tourelle et conçue pour envoyer ses obus dans les zones défilées. Son tube lisse est toujours incliné à 45°, la distance de tir est donc réglée par la charge additionnelle et un système de 18 évents sur l'obus empenné. La portée maximale de tir est de 2 400 (avec l'obus de 81 mm FA modèle 1932) à 3 600 mètres (avec l'obus de 81 mm FA modèle 1936 RF). La cadence de tir peut aller jusqu'à 13 coups par minute et par pièce.

### Servants
Une tourelle de 81 mm nécessite une équipe de vingt hommes pour son service complet en situation de combat : six sous-officiers et quinze servants (l'équipe de combat est composée de l'équipe de veille et de l'équipe de piquet). En situation de veille, l'équipe réduite compte deux sous-officiers et sept servants (l'équipe de veille n'arme qu'un des deux mortiers à cadence lente).
L'équipe de combat se répartit à raison d'un sous-officier (brigadier tireur) et d'un servant (tireur) dans la chambre de tir, quatre sous-officiers (un adjudant chef de tourelle, un maréchal des logis chef de pièces, un brigadier pointeur et un brigadier artificier) et onze servants (deux aides-pointeurs, un approvisionneur qui met les obus dans les norias et huit pourvoyeurs qui assemblent les projectiles), un sous-officier (brigadier) et deux servants (le premier s'occupe de la marche à bras du mouvement d'éclipse, le second des appareils électriques) à l'étage inférieur.

### Équipements
Les tirs sont dirigés depuis le poste central de tir du PC artillerie de l'ouvrage, tandis que le pointage se fait indirectement (il n'y a pas de lunette de tir à vue) depuis l'étage intermédiaire de la tourelle à partir des renseignements fournis au PC puis directement au bloc par les observatoires.
La communication entre le PC de l'ouvrage et celui du bloc se fait par téléphone, celle entre le PC du bloc et la tourelle se fait par transmetteur d'ordres (système visuel copié sur celui de la marine), tandis que celle entre l'étage intermédiaire et la chambre de tir se fait par tuyau acoustique ou par transmetteur,.
À l'étage intermédiaire se trouve aussi le magasin de munitions M 3, dont la dotation pour la tourelle était de 600 coups de 81 mm,.
L'alimentation de la tourelle en munitions se fait par une noria qui monte le projectile en position horizontale jusqu'à l'étage supérieur (la chambre de tir de la tourelle) et la dépose dans un mécanisme qui la place, par simple manœuvre d'un levier, devant la culasse mobile.
Le refroidissement des tubes peut se faire par aspersion d'eau (50 litres d'eau sont prévus par jour, stockés dans des citernes situées à l'étage supérieur du bloc). L'évacuation des gaz dégagés par les armes se fait par refoulement à l'extérieur, les blocs étant en légère surpression.

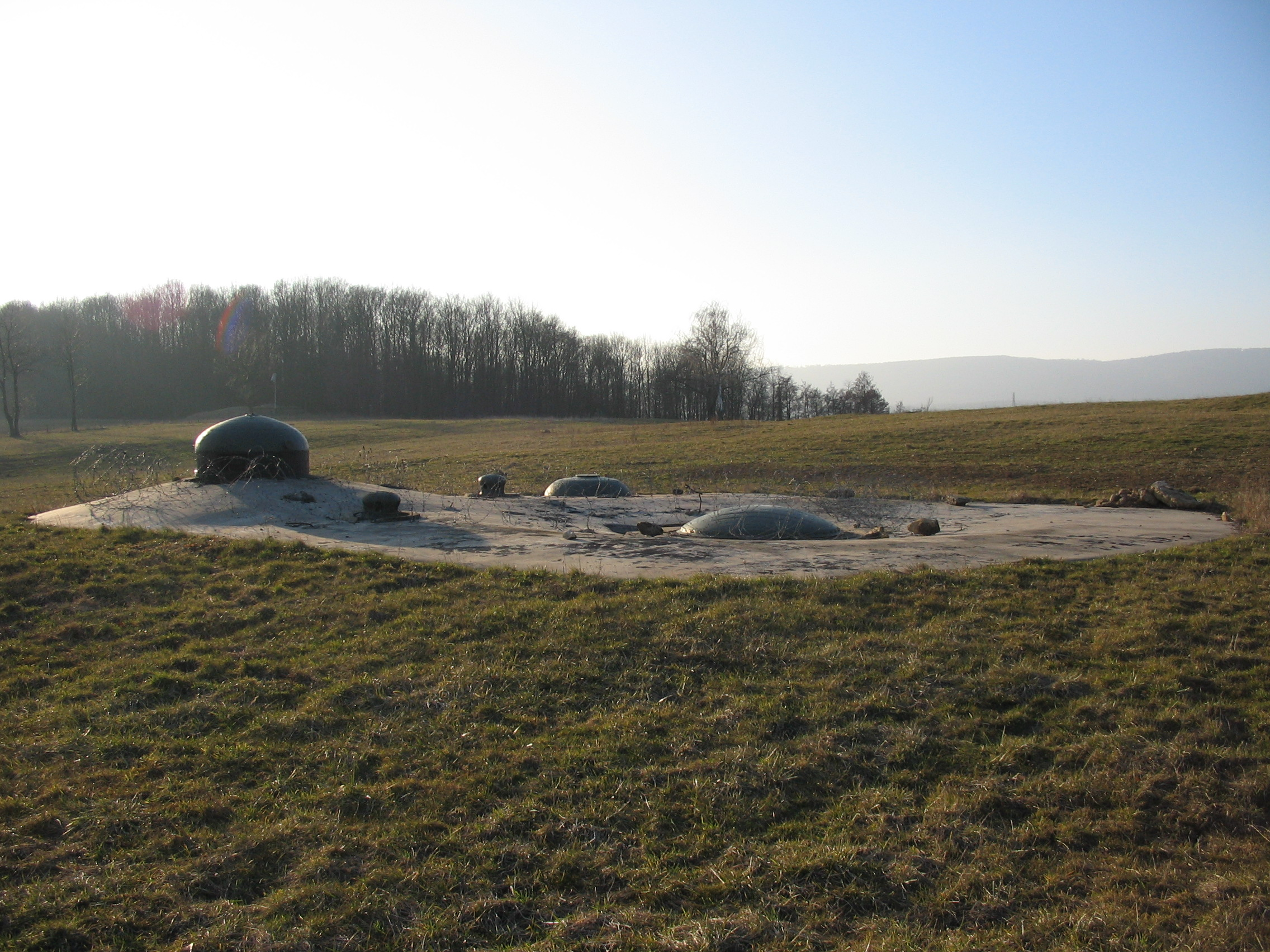
Dessus d'un bloc équipé d'une tourelle de 81 mm éclipsée et de deux cloches (ouvrage de Schœnenbourg, bloc 5).
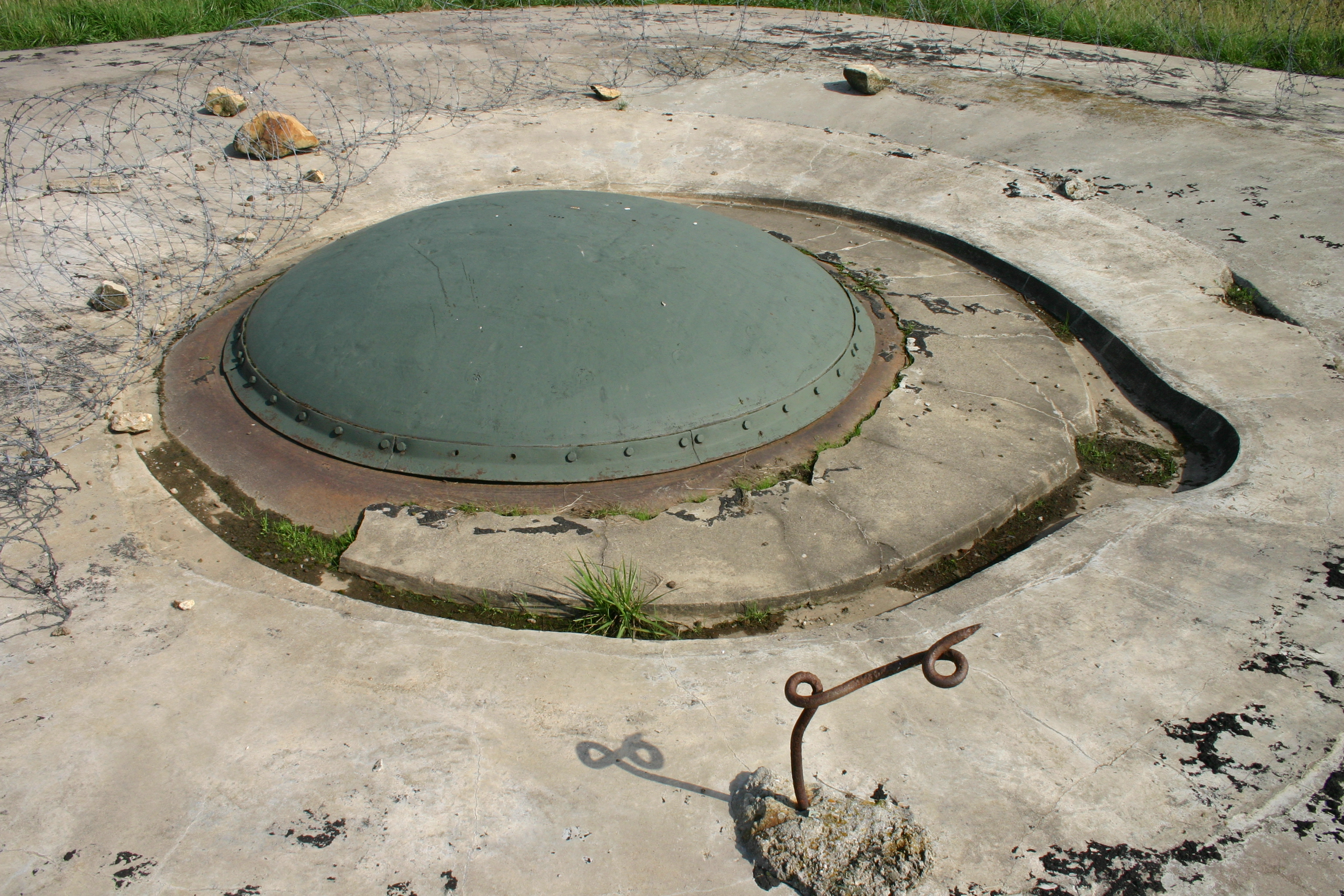
Autre vue du même bloc (ouvrage de Schœnenbourg, bloc 5).
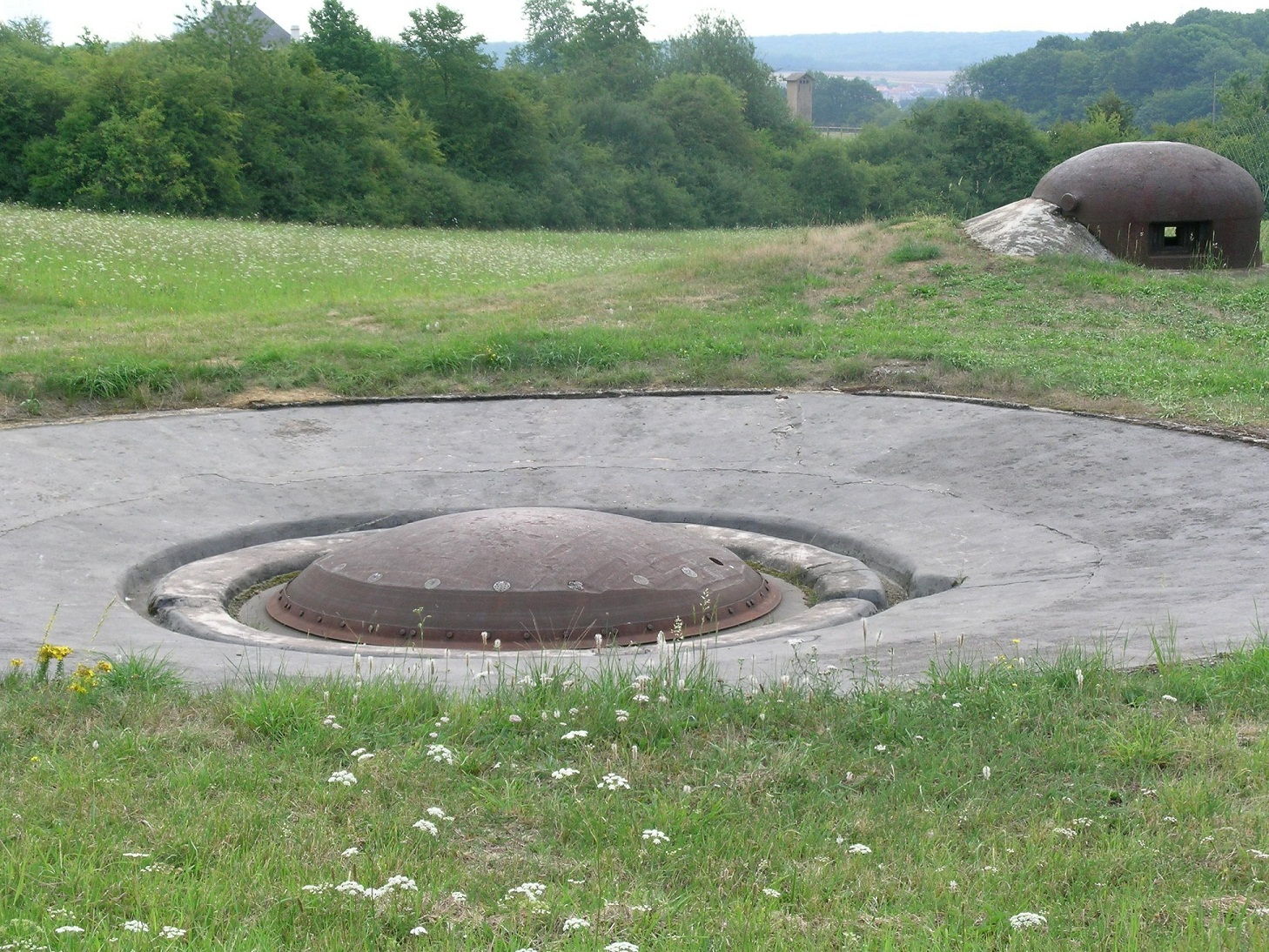
Tourelle de 81 mm éclipsée, protégée par une cloche GFM (ouvrage de l'Immerhof, bloc 3).
Schéma d'un bloc d'artillerie montrant le système de mise en batterie d'une tourelle.

## Liste des tourelles
Un total de 21 tourelles de 81 mm ont été installées, sur le total de 152 tourelles tous modèles confondus que compte la Ligne, toutes pour le front du Nord-Est. La commande est passée le 17 mai 1932 auprès de Batignolles pour 23 tourelles, les deux surnuméraires (no 322 et no 323) ne seront pas installées.
| Ouvrages   | Numéros du bloc | Numéros de tourelle |
| ---------- | --------------- | ------------------- |
| Fermont    | 5               | 320                 |
| Latiremont | 4               | 319                 |
| Bréhain    | 7               | 311                 |

| Ouvrages   | Numéros du bloc | Numéros de tourelle |
| ---------- | --------------- | ------------------- |
| Molvange   | 3               | 310                 |
| Immerhof   | 3               | 316                 |
| Kobenbusch | 6               | 318                 |
| Galgenberg | 4               | 307                 |
| Métrich    | 5               | 301                 |
| Billig     | 6               | 313                 |

| Ouvrages         | Numéros du bloc | Numéros de tourelle |
| ---------------- | --------------- | ------------------- |
| Hackenberg       | 3               | 315                 |
| Hackenberg       | 10              | 317                 |
| Mont-des-Welches | 1               | 306                 |
| Michelsberg      | 3               | 304                 |
| Anzeling         | 3               | 303                 |

| Ouvrages   | Numéros du bloc | Numéros de tourelle |
| ---------- | --------------- | ------------------- |
| Simserhof  | 2               | 305                 |
| Simserhof  | 3               | 302                 |
| Schiesseck | 1               | 309                 |
| Otterbiel  | 3               | 312                 |

| Ouvrages     | Numéros du bloc | Numéros de tourelle |
| ------------ | --------------- | ------------------- |
| Four-à-Chaux | 3               | 314                 |

| Ouvrages     | Numéros du bloc | Numéros de tourelle |
| ------------ | --------------- | ------------------- |
| Hochwald     | 2               | 308                 |
| Schœnenbourg | 5               | 321                 |